# SupreMADIsm
A supreMADIsm Dárdai Zsuzsa és Saxon-Szász János szójátéka (szuprematizmus + MADI), mellyel a 2006. május 10. és június 5. között Moszkvában megrendezett nemzetközi művészeti fesztivált és tudományos konferenciát jelölték. A rendezvénysorozat főszervezője a Nemzetközi Mobil MADI Múzeum, gazdája és kurátora Dárdai Zsuzsa, rendezője SAXON Szász János  volt, és a Tisztelet az orosz konstruktivizmus mestereinek alcímet viselte.

## Előzmények
Az absztrakt geometrikus művészet története a XX. század elejétől, a szuprematizmustól az 1946-ban manifesztálódott és napjainkban is élő, kortárs geometrikus művészeti mozgalomig, a MADI-ig ível. A supreMADIsm fesztivál célja az volt, hogy visszavezesse a már klasszicizálódott geometrikus irányzatokat (szuprematizmus, neoplaszticizmus, orosz konstruktivizmus, art concret, kinetizmus, MADI) a geometrikus művészet bölcsőjéig, Moszkváig.
A Fesztiválnak az orosz konstruktivizmus mesterei előtt tett tisztelgésen túl célja volt a kulturális kapcsolatok erősítése is, így orosz képzőművészek meghívása a magyarországi Mobil MADI Múzeum közgyűjteményébe, illetve a nemzetközi MADI mozgalomba, valamint a szimmetriatudomány és a képzőművészek közös asztalhoz ültetése.

## Szervezők, helyszínek, védnökök
A Nemzetközi Mobil MADI Múzeum mellett a Fesztivál társszervezői a Nemzetközi Szimmetria Egyesület (Darvas György) és a Moszkvai Szimmetria Szeminárium (Szergej V. Petuhov) voltak.
A Fesztiválnak a National Centre for Contemporary Arts (Leonid Bazsanov igazgató, Vitalij Pacukov kurátor), a Moscow Museum of Contemporary Art (Vasilii Cereteli igazgató, Ludmila Andrejeva kurátor) és a Magyar Kulturális, Tudományos és Tájékoztatási Központ (Kiss Ilona igazgató, Koszlov Sándor kurátor) adott otthont. További fontos helyszín volt Nemcsinovka, ahol Malevics sírjele található (Anna Kolejcsuk kurátor).
A Fesztivál fővédnökei a magyar nemzeti kulturális örökség minisztere és az orosz kulturális és tömegkommunikációs miniszter volt. Művészeti védnöke Beke László, a Magyar Tudományos Akadémia Művészettörténeti Kutatóintézet igazgatója, tudományos védnöke pedig K. V. Frolov akadémikus, az orosz köztársasági elnök társadalmi kamarájának tagja.

## Részletes program
MÁJUS 10. SZERDA
Magyar Kulturális, Tudományos és Tájékoztatási Központ
A supreMADIsm fesztivál hivatalos sajtóbemutatója
Levezető: Koszlov Sándor
Grafikai- és dokumentációs tárlat a Nemzetközi Mobil MADI Múzeum gyűjteményéből
Rendező: Saxon-Szász János
Megnyitó: Dárdai Zsuzsa
Moholy-Nagy László könyvbemutató („Tri quadrata” Kiadó, Moszkva)
Megnyitó: Kiss Ilona, Szergej Miturics
MÁJUS 11. CSÜTÖRTÖK
National Centre for Contemporary Arts, Auditórium
Geometria a művészet és tudomány tükrében címmel konferencia
Megnyitjó: K. V. Frolov, Darvas György
Előadások:
Vitalij Pacukov: Az orosz konstruktivizmus régen és ma
Dárdai Zsuzsa: A szuprematizmustól a „szupreMADIzmusig”
Passuth Krisztina: Moholy-Nagy László és az orosz avantgarde
S. Shatskih: Malevics és Roslavez
Korai konstruktívista és MADI plakátok tárlata
Megnyitó: Leonid Bazsanov
Moscow Museum of Contemporary Art
Nemzetközi kiállítás brazil, belga, francia, német, magyar, japán, olasz, holland, lengyel, orosz, svéd, szlovák, uraguay-i, venezuelai művészek műveiből, kiegészítve a húszas évek orosz mestereinek (Malevics, Tatlin, Rodcsenko, El Liszickij) munkáival
Megnyitó: Beke László, Vitalij Pacukov
Performansz: Josée Lapeyrère
Ruhabemutató: Anna Kolejcsuk
Rendező: Saxon–Szász János
Fogadás konstruktivista terítékekkel a fesztivál vendégei és szervezői részére
Koncepció: Anna Kolejcsuk
Filmvetítés naponta:
A konstruktivizmus mesterei: Malevics, Rodcsenko, Tatlin, El Liszickij (Moszkvai Film Archívum)
Moholy-Nagy László, Péri László (Film Archívum, Budapest)
Kassák Lajos portréfilm (r.: Zsigmondi Boris)
Kassák (r.: B. Farkas Tamás)
MADI Univerzum, Carmelo Arden Quin portréja (r.: Dárdai Zsuzsa)
MADI archívum (szerk.: Jean Branchet)
MÁJUS 12. PÉNTEK
National Centre for Contemporary Arts
Geometria a művészet és tudomány tükrében címmel konferencia
Előadások:
Tatjana Boncs-Oszmolovszkaja: Konstruktivizmus a költészetben: a XX. század 10-es éveiben
Sergey Fedin: Literature manifests: from Futurists to the Laboratory of MegaPoetry
Alexandr V. Bubnov: SUPER-SUPRE-SONNET, art-science project
Vladimir Buslenko: Russian hieroglyphic texts
Vjacseszlav Kolejcsuk: The Evolution of My Kinetic Work
Alekszander Kobljakov, Igor Jevin: Dimenzionalitás a zenében
Beke László: Ornametria
Erdély Dániel: Spidron Univerzum
MÁJUS 13. SZOMBAT
National Centre for Contemporary Arts
Geometria a művészet és tudomány tükrében címmel konferencia
Előadások:
Fajó János: Az orosz konstruktivizmus hatása Közép-Európában
Saxon-Szász János, Fejérvári Boldizsár: A Polidimenzionális Fekete Négyzet
Irina Anyiscsenko: Szuprematista elemek az orosz templom-építészetben
Gavin Galiulin: A kristályok és a relativitáselmélet geometriájának közös gyökerei
Szergej Petuhov: A fehérjeszerkezetek genetikai kódjának rendszerezése a kínai I-CSING geometriája alapján
Darvas György: A geometriai szimmetriák általánosítása a XX. sz. tudományában és művészeti irányzataiban
„Valóságos és Lehetetlen” multimédiás zenei performansz
Szerző: Iraida Yusupova
Videó: Iraida Yusupova és Alexander Dolgin
Előadók: German Vinogradov és Aksenova, G. Vinogradov ütős gyűjteményének hangszerein
Club Bilingua
A két Kandinszkíj multimédiás színházi előadás
MÁJUS 14. VASÁRNAP
Nemcsinovka
Tiszteletadás Kazimír Malevics „sírjelénél”

## MADI art periodical
A Nemzetközi Mobil MADI Múzeum által kiadott MADI art periodical No8 tematikus és dupla lapszáma a SupreMADIsm fesztivállal foglalkozott magyar, orosz és angol cikkekkel, az eseményeken készített fotókkal, valamint kortárs és korabeli művek fényképeivel.